# جاسينتو ري
جاسينتو ري (بالإنجليزية: Jacinto Rey)‏ (23 فبراير 1972، فيغو في إسبانيا)؛ كاتب وروائي إسباني.